# 亚甲基三苯基膦
亞甲基三苯基膦是一種有機磷化合物，化學式{\displaystyle {\ce {Ph3PCH2}}}。它屬於葉立德，可以作爲維蒂希試劑。

## 結構
其晶體學表徵表示化合物中磷大約是四面體構型，其中{\displaystyle {\ce {P=CH2}}}部分呈平面構型，而鍵長為1.661 Å。這比{\displaystyle {\ce {P-Ph}}}鍵（1.823 Å）更短。
它有一對共振式：
Ph3P+CH2− ↔ Ph3P=CH2

## 合成與反應
三苯基甲基溴化鏻和強鹼反應可以製備出亞甲基三苯基膦：
Ph3PCH3Br  +  BuLi  →  Ph3PCH2  +  LiBr  +  BuH
亦可以用苯基鋰與三苯基甲基溴化鏻在乾燥乙醚與氮氣流下反應製備而成。
而三苯基甲基溴化鏻可以由三苯基膦和溴甲烷反應製備而成，反應式如下：
Ph3P + CH3Br → Ph3PCH3Br
作爲維蒂希試劑，它可以參與維蒂希反應，與酮、醛反應生成烯烴，反應機理如下：
其中R1為氫。

## 應用
亞甲基三苯基膦是有機合成中常用的試劑。以下為兩個亞甲基三苯基膦的應用實例：
另外亞甲基三苯基膦的維蒂希反應可應用於多烯類天然產物的有機合成，例如維生素D2的合成。